# WE WISH
WE WISHは明星電気が製造した超小型衛星。2012年7月21日にこうのとり3号機と共にH-IIBロケット3号機によって打ち上げられ、10月4日23時37分にきぼうから星出宇宙飛行士のロボットアームの操作により放出された。

## 概要
地域技術教育への貢献、小型衛星取得データの利用促進、超小型熱赤外線カメラの技術実証を目的として開発された。
熱解析にはサイバネットシステムのANSYSが使用された。
電波の受信には地元の小中学生達も協力した。